# Mélagues
Mélagues [melaɡ] (okzitanisch okzitanisch: Melagas) ist ein Ort und eine südfranzösische Gemeinde mit 56 Einwohnern (Stand: 1. Januar 2022) im Département Aveyron in der Region Okzitanien (zuvor Midi-Pyrénées). Sie gehört zum Arrondissement Millau und zum Kanton Causses-Rougiers. Die Einwohner werden Mélagais genannt.

## Lage
Mélagues ist die südlichste Gemeinde des Départements Aveyron. Sie liegt etwa 48 Kilometer ostsüdöstlich von Albi im Südwesten der historischen Provinz Rouergue. Umgeben wird Mélagues von den Nachbargemeinden Tauriac-de-Camarès im Norden, Avène im Osten, Graissessac im Südosten, Saint-Gervais-sur-Mare im Südosten und Süden, Saint-Geniès-de-Varensal im Süden, Castanet-le-Haut im Südwesten, Arnac-sur-Dourdou im Südwesten und Westen sowie Brusque im Westen und Nordwesten.

## Bevölkerungsentwicklung
| Jahr                       | 1962 | 1968 | 1975 | 1982 | 1990 | 1999 | 2006 | 2019 |
| -------------------------- | ---- | ---- | ---- | ---- | ---- | ---- | ---- | ---- |
| Einwohner                  | 138  | 107  | 113  | 94   | 106  | 102  | 71   | 62   |
| Quellen: Cassini und INSEE |      |      |      |      |      |      |      |      |

## Persönlichkeiten
- Pierre-Basile-Joseph Abbal (1799–1890), Geistlicher und Politiker

## Sehenswürdigkeiten
- Kirche Saint-Martin aus dem 19. Jahrhundert
- Kirche Saint-Pierre aus dem 19. Jahrhundert
- Kapelle Saint-Maurice aus dem 19. Jahrhundert

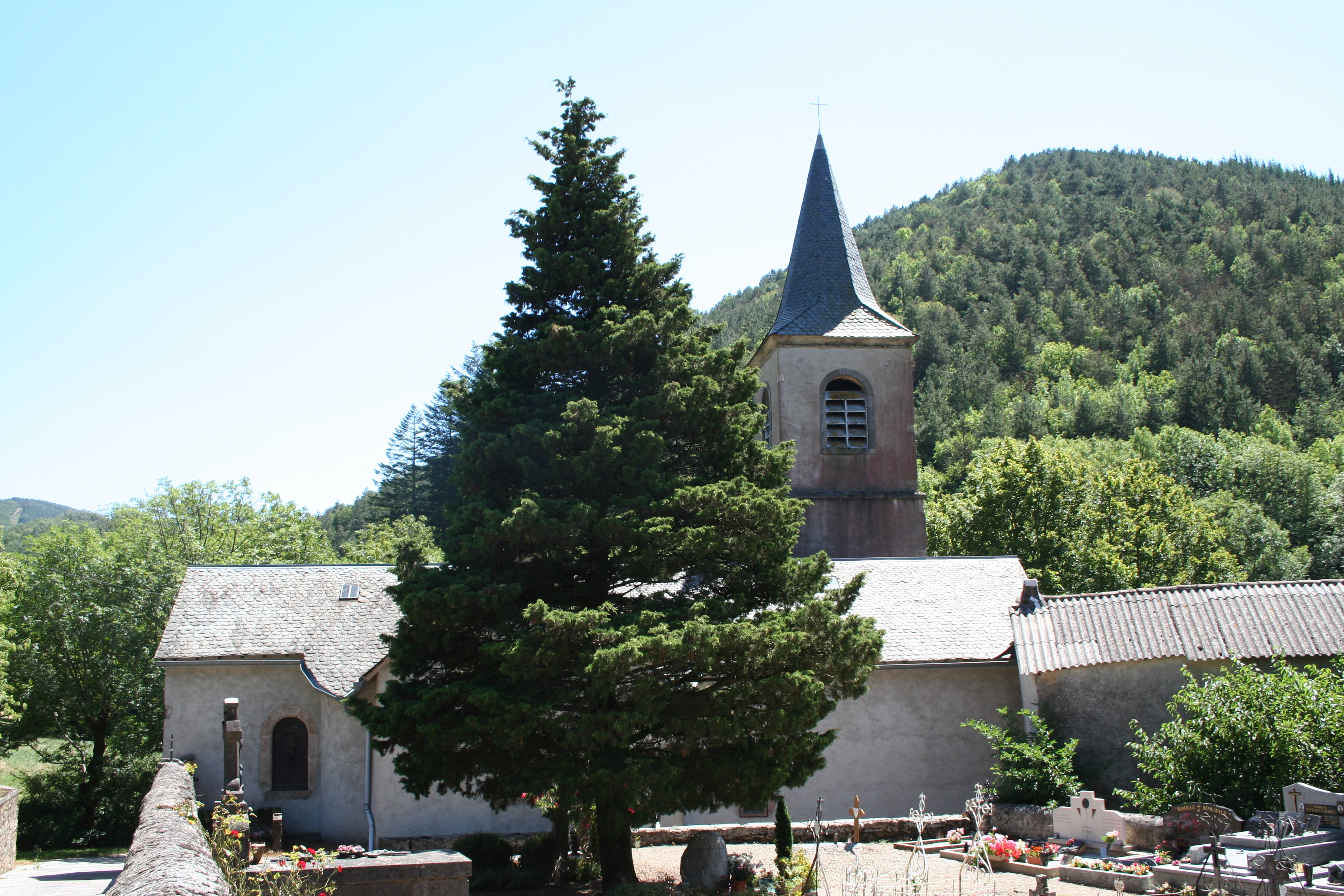
Kirche Saint-Martin
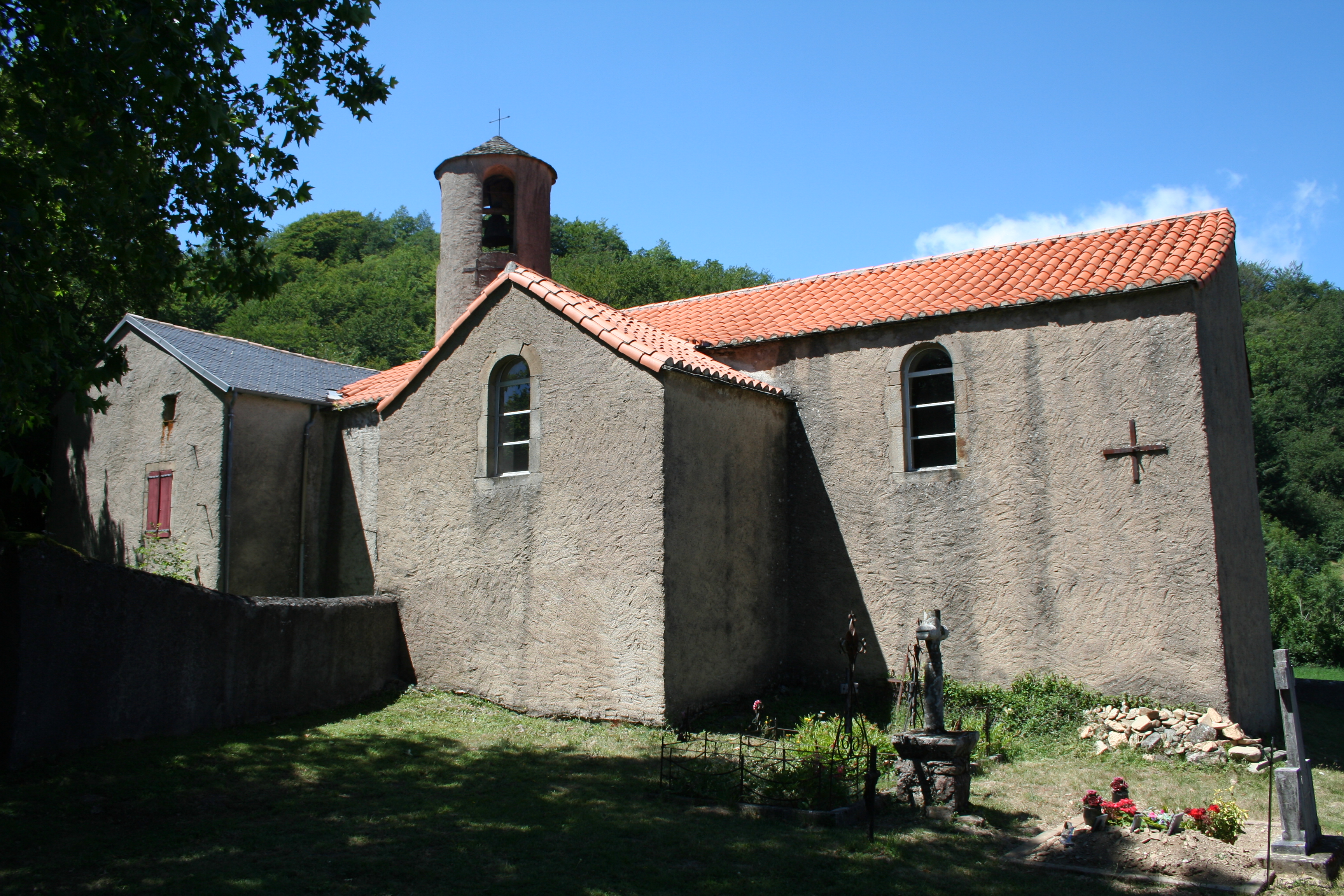
Kirche Saint-Pierre
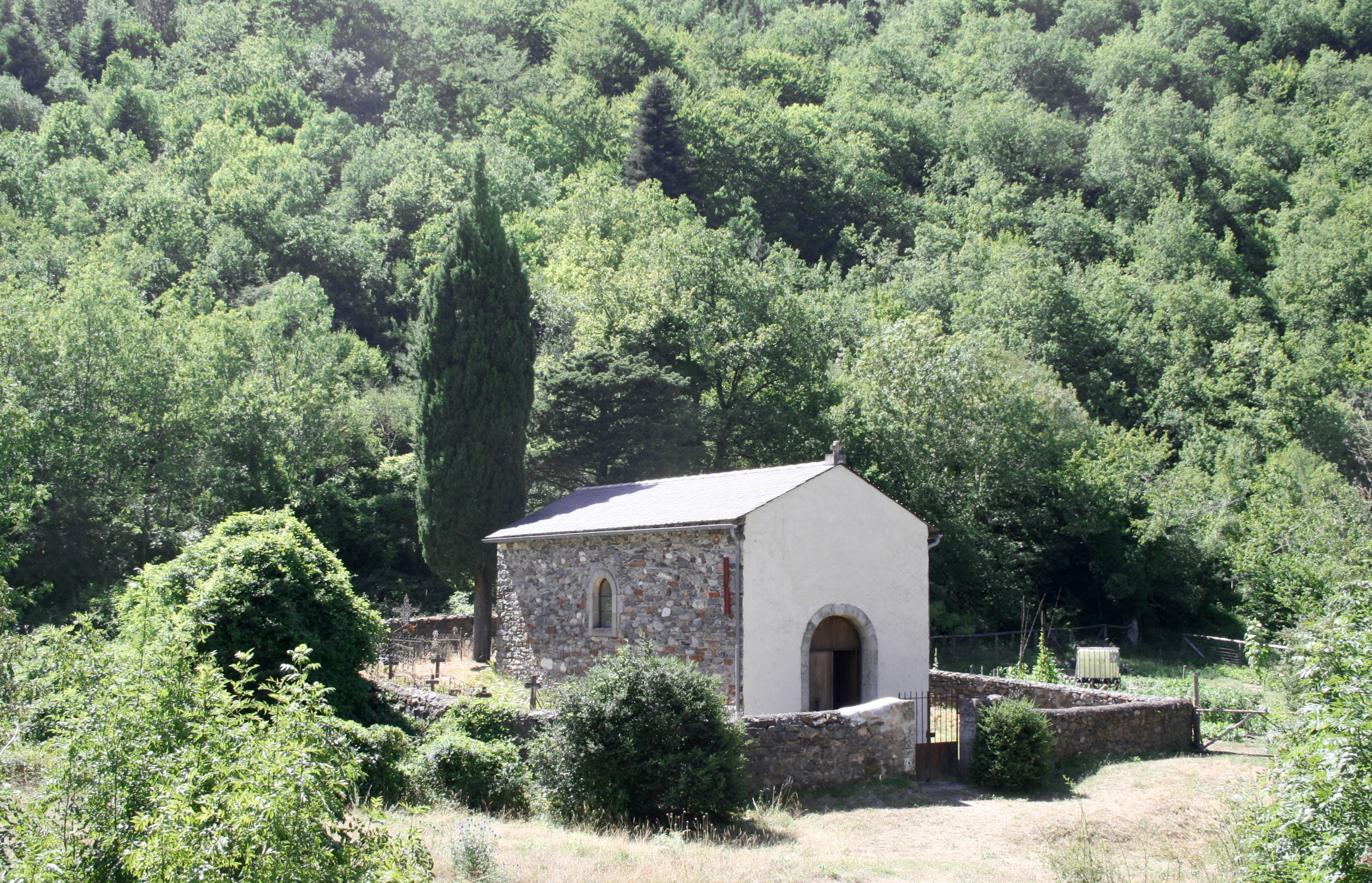
Kapelle Saint-Maurice